# NGC 3
NGC 3 je poměrně slabá čočková galaxie (typ S0) v severním souhvězdí Ryb. Vzdálenost galaxie od Slunce činí přibližně 53 megaparseků, což odpovídá asi 173 milionům světelných let. Na obloze má zdánlivou jasnost 13,4 mag a úhlové rozměry 1,1′ × 0,6′.

## Objev a historie pozorování
NGC 3 objevil 29. listopadu 1864 německý astronom Albert Marth pomocí 48palcového (122 cm) reflektoru Williama Lassella na Maltě.
J. L. E. Dreyer ji roku 1888 zapsal do New General Catalogue jako „velmi slabou, malou, skoro kulovou mlhovinu“. Ve 20. století byla opakovaně fotografována v rámci POSS a později digitálně (DSS, DESI Legacy Surveys). Další údaje poskytly infračervené, ultrafialové i rádiové přehlídky.

## Fyzikální vlastnosti

### Vzdálenost a rozměry
Rudý posuv z ≈ 0,013 odpovídá heliocentrické radiální rychlosti 3 891 km/s.  
Při použití Hubbleovy konstanty přibližně 73 km/s/Mpc vychází vzdálenost galaxie na přibližně 53 megaparseků (asi 173 milionů světelných let).

### Morfologie
Ve viditelném světle má galaxie jasnou centrální výduť a slabý difúzní disk bez zřetelných spirálních ramen – typické znaky čočkových galaxií. Na hlubokých snímcích se však objevují náznaky slabé spirální struktury, takže některé katalogy připouštějí i přechodový typ S0/a.

### Hvězdotvorba
Čočkové galaxie mají obvykle nízkou současnou tvorbu hvězd; u NGC 3 je v infračervených datech IRAS patrný jen slabý přebytek, který svědčí o přítomnosti malého množství chladného prachu. Ultrafialové snímky z GALEX ukazují jen několik málo mladých hvězdokup.

## Pozorování v různých pásmech
- Optické (DESI, DSS) – odhalují jasné kompaktní jádro a oválný disk.
- Ultrafialové (GALEX) – detekuje několik mladých hvězdokup ve vnější části disku.[9]
- Infračervené (2MASS, IRAS) – dominuje záření starších hvězd; slabý přebytek v 60 µm pásmu značí malé množství prachu.[8]
- Rádiové (HIPASS) – široká HI čára potvrzuje přítomnost neutrálního vodíku; v rádiovém kontinuu 1,4 GHz však nebyl detekován významný zdroj.
- Rentgenové – v archivech ROSAT ani Chandra nebyl detekován významný rentgenový zdroj; nejsou známy známky aktivního galaktického jádra.

## Viditelnost
NGC 3 kulminuje kolem půlnoci začátkem října. V Česku stoupá až 50° nad obzor, ale vzhledem k nízké jasnosti je pro vizuální pozorování doporučen dalekohled s průměrem ≥30 cm.